# 点线石斑鱼
点线石斑鱼（学名：Epinephelus stigmogrammacus）为鮨科石斑鱼属的鱼类。该物种的模式产地在广州海产渔业公司。

## 扩展阅读
維基物種上的相關：点线石斑鱼